# Rumdoodle Peak
Der Rumdoodle Peak ist ein 875 m hoher und markanter Berg im ostantarktischen Mac-Robertson-Land. Er ragt im nordwestlichen Abschnitt North Masson Range in den Framnes Mountains südwestlich des Painted Peak auf. In einer Höhe von 498 m befindet sich eine kleine Schutzhütte für fünf Personen. Daneben liegen mit dem Rumdoodle Lake und dem Lassitude Lake zwei dauerhaft gefrorene Seen.
Norwegische Kartographen kartierten ihn 1946 anhand von Luftaufnahmen der Lars-Christensen-Expedition 1936/37. Das Antarctic Names Committee of Australia benannte ihn 1964 nach dem Roman Die Besteigung des Rum Doodle des britischen Schriftstellers William Ernest Bowman aus dem Jahr 1956, der zu den meistgelesenen Werken auf der benachbarten Mawson-Station gehört.